# NBA All-Star Game 1985
Le NBA All-Star Game 1985 s’est déroulé le 10 février 1985 dans le Hoosier Dome de Indianapolis.

## Effectif All-Star de l’Est
- Moses Malone (76ers de Philadelphie)
- Dennis Johnson (Celtics de Boston)
- Julius Erving (76ers de Philadelphie)
- Larry Bird (Celtics de Boston)
- Michael Jordan (Bulls de Chicago)
- Terry Cummings (Bucks de Milwaukee)
- Sidney Moncrief (Bucks de Milwaukee)
- Bernard King (Knicks de New York)
- Robert Parish (Celtics de Boston)
- Isiah Thomas (Pistons de Détroit)
- Micheal Ray Richardson (New Jersey Nets)
- Bill Laimbeer (Pistons de Détroit)

## Effectif All-Star de l’Ouest
- Kareem Abdul-Jabbar (Lakers de Los Angeles)
- Magic Johnson (Lakers de Los Angeles)
- Hakeem Olajuwon (Rockets de Houston)
- Adrian Dantley (Jazz de l'Utah)
- Ralph Sampson (Rockets de Houston)
- George Gervin (Spurs de San Antonio)
- Alex English (Nuggets de Denver)
- Jack Sikma (SuperSonics de Seattle)
- Larry Nance (Suns de Phoenix)
- Calvin Natt (Nuggets de Denver)
- Norm Nixon (Los Angeles Clippers)
- Rolando Blackman (Mavericks de Dallas)

## Concours
Vainqueur du concours de dunk : Dominique Wilkins